# Harpolithobius perplexus
Harpolithobius perplexus är en mångfotingart som beskrevs av Zalesskaja 1972. Harpolithobius perplexus ingår i släktet Harpolithobius och familjen stenkrypare.
Artens utbredningsområde är:
- Azerbajdzjan.
- Turkiet.

Inga underarter finns listade i Catalogue of Life.